# Politehnica Timișoara
FC Politehnica Timișoara – rumuński klub piłkarski z siedzibą w Timișoarze.

## Historia
Chronologia nazw:
- 1921–1949: FC Politehnica Timișoara
- 1950–1965: FC Știința Timișoara
- 1966–2012: FC Politehnica Timișoara
- 2002–2004: FC Politehnica AEK Timișoara
- 2004–2007: FCU Politehnica Timișoara
- 2007–2008: FC Politehnica 1921 Știința Timișoara
- 2008–2011: FC Timișoara
- 2011–2012: AFC Politehnica Timișoara

Klub Politehnica Timișoara założony został 4 grudnia 1921 roku. Okres świetności przeżywała w latach 50. W sezonie 1948–1949 zadebiutowała w Divizii A, a już rok później zajęła w niej trzecie miejsce. Wynik ten powtórzyła jeszcze czterokrotnie (1956, 1958, 1963 i 1978) i aż trzy razy w następnych sezonach spadała z ligi; tak było w rozgrywkach 1963–1964, 1958–1959 oraz 1951. Ponadto w 1958 roku po zwycięstwie w finale z Progresulem Bukareszt zdobyła Puchar Rumunii, a w 1955 roku była czwarta w ekstraklasie. W kolejnych latach zespół walczył w środkowej części tabeli.
Od 1970 do 1974 roku Politehnica grała w drugiej lidze. Po awansie w sezonie 1973–1974 drużyna ponownie dołączyła do czołówki ekstraklasy; rozgrywki 1977–1978 zakończyła na trzecim miejscu, a dwa lata później ograła Steauę Bukareszt w finale Pucharu kraju, gdzie dotarła także w 1981 i 1983 roku. Druga połowa lat 80. i lata 90. to czas regresu; zespół kilkakrotnie spadał z ligi, z klubu odeszli najważniejsi piłkarze i rozpoczęły się kłopoty finansowe.
Przedostatnie miejsce w tabeli w rozgrywkach 1996–1997 oznaczało pożegnanie z ekstraklasą; od tej pory Politehnica walczyła już tylko na zapleczu ligi, zazwyczaj o miejsce gwarantujące utrzymanie.
W sezonie 2001–2002 klub zajął ostatnią, szesnastą lokatę, co równało się ze spadkiem do trzeciej ligi.
W klubie odbył się rozłam. Część klubu z inicjatywy jego działaczy (m.in. byłego reprezentanta Rumunii Antona Doboșa) połączyła się z klubem AEK Bukareszt, który akurat zdobył awans do ekstraklasy; nowy zespół wziął nazwę i kolory starego klubu, nazywał się Politehnica AEK Timișoara i miał swoją siedzibę w Timișoarze.
Druga część na czele z byłym Prezesem Politehniki w latach 1999–2002 Claudio Zambonem utworzyła nowy klub Politehnica Timișoara, który również kontynuował tradycje i historie klubu.
W pierwszym sezonie Politehnica AEK Timișoara utrzymał się w lidze tylko dzięki wygraniu meczów barażowych z Glorią Buzau (5:3 i 3:1).
Po zakończeniu rundy jesiennej rozgrywek 2004–05 drużyna została kupiona przez koncern paliwowy Balkan Petroleum; wówczas odeszli działacze dawnego AEK-u, a klub powrócił do nazwy FCU Politehnica Timișoara. Nowy sponsor sprowadził kilku znanych i cenionych piłkarzy, m.in. reprezentantów kraju Cosmina Contrę (który został wypożyczony z West Bromwich Albion) i Viorela Moldovana, oraz zatrudnił nowego szkoleniowca 36-letniego Cosmina Olăroiu. Efektem było wysokie, szóste miejsce na koniec sezonu.
Słaby początek kolejnych rozgrywek oznaczał pożegnanie z trenerem Olăroiu, którego zastąpiła piłkarska legenda Rumunii Gheorghe Hagi. Jednak po pół roku pracy i on złożył rezygnację. Drużyna, prowadzona tymczasowo przez byłego piłkarza Iosifa Rotariu, na finiszu sezonu 2005–06 zajęła ósmą lokatę.
W czasie letniej przerwy władze klubu dokonały znaczących transferów – z Dinama Bukareszt przyszli Ștefan Grigorie i Dan Alexa oraz Andrei Cristea ze Steauy. Kupiono także kilku zawodników z zagranicy oraz zatrudniono nowego szkoleniowca Sorina Cîrțu. Trener nie utrzymał długo swojej posady i po nie najlepszym starcie w lidze, a także ze względu na problemy zdrowotne, w listopadzie 2006 roku złożył rezygnację. Jego następcą został były piłkarz Politehniki Alin Artimon, który poprzednio był opiekunem drużyny młodzieżowej w tym klubie.
Spór pomiędzy Claudio Zambonem a Marianem Iancu dotarł do Trybunału Arbitrażu Sportowego w Lozannie, który zmusił właściciela FCU Politehnica Timișoara zmienić nazwę i używać innych kolorów. Dlatego w 2007 roku klub Mariana Iancu zmienił nazwę na FC Politehnica 1921 Știința Timișoara. Jednak Trybunał Arbitrażu Sportowego uznał, że nowa nazwa nadal łatwo można pomylić z nazwą klubu z IV ligi, dając termin zmiany nazwy do dnia 30 czerwca 2008 roku, w przeciwnym razie klub nie może uczestniczyć w Pucharze UEFA w sezonie 2007/08. W związku z tym, klub był przemianowany na FC Timișoara i zmienił barwy klubowe na fioletowo-biało-czarne.
W 2011 Trybunał Konstytucyjny Rumunii odrzucił odwołanie dokonane przez Claudio Zambona o uznanie włoskiego biznesmena jako prawowitego właściciela klubu Politehnika i stwierdził, że wszystkie prawa do klubu należą do Uniwersytetu Politechnicznego w Timișoarze.
W lutym 2011 roku Sąd Apelacyjny orzekł, że klub Zambona SC Football Club Politehnica Timișoara SA nie może używać klubowych rekordów, koloru i nazwy, które pozostają własnością klubu piłkarskiego Asociației Fotbal Club Politehnica Timișoara, właścicielem którego jest Marian Iancu i od sezonu 2010–2011 będzie uprawniony do korzystania z nowej nazwy.
- Występy w ekstraklasie po 2002:
  - 2002-2003 – miejsce 14. (zespół utrzymał się w lidze, dzięki wygranym barażom)
  - 2003-2004 – miejsce 8.
  - 2004-2005 – miejsce 6.
  - 2005-2006 – miejsce 8.
  - 2006-2007 – miejsce 7.
  - 2007-2008 – miejsce 6.
  - 2008-2009 – miejsce 2.
  - 2009–2010 – miejsce 5.
  - 2010–2011 – miejsce 2.

W sezonie 2010/11 pomimo zajęcia drugiego miejsca w Lidze I klub został zdegradowany do Liga II ze względu na długi finansowe.
W sezonie 2011/12 klub zajął pierwsze miejsce w Serii 2 Ligi II, ale z powodu problemów finansowych nie otrzymał licencji i 3 września 2012 został rozformowany.
Do Timișoary przeniósł się klub ACS Recaș i został przemianowany ACS Poli Timișoara, ale fani postanowili wspierać amatorską drużynę Uniwersytetu Politechnicznego, ASU Politehnica Timișoara.

## Sukcesy
- wicemistrz Rumunii: 2009, 2011
- brązowy medalista Mistrzostw Rumunii (5x): 1950, 1956, 1958, 1963, 1978
- zdobywca Pucharu Rumunii: 1958, 1980
- finalista Pucharu Rumunii: 1974, 1981, 1983, 1992, 2007, 2009

## Stadion
Stadion imienia Dana Păltinișana został zbudowany w 1960 roku. Może pomieścić 32 tysiące widzów i jest drugim pod względem wielkości – po Narodowym w Bukareszcie – stadionem w Rumunii.
Jego patron Dan Păltinișan (1951-1995), piłkarz, występujący na pozycji obrońcy, był wychowankiem (urodził się w Timișoarze) i przez dziesięć lat zawodnikiem Politehniki.

## Trenerzy
- 1942–1946: Rudolf Bürger
- 1948–1949: Jean Lăpușneanu
- 1950: Rudolf Bürger
- 1950: Vasile Deheleanu
- 1950–1953: Nicolae Kovács
- 1954–1955: Eugen Mladin
- 1955: Silviu Bindea
- 1955–1956: Vasile Deheleanu
- 1956: Eugen Mladin
- 1957: Constantin Woronkowski
- 1958: Dinca Schileru
- 1958–1959: Vasile Deheleanu
- 1960: Silviu Bindea
- 1960: Eugen Mladin
- 1961: Nicolae Reuter
- 1961–1962: Vasile Gain
- 1962–1963: Coloman Braun-Bogdan
- 1963–1964: Nicolae Reuter
- 1964: Colea Vâlcov
- 1965–1966: Constantin Woronkowski
- 1966–1973: Nicolae Reuter
- 1973–1975: Ion Ionescu
- 1975: Nicolae Godeanu
- 1975–1977: Costică Rădulescu
- 1977–1979: Angelo Niculescu
- 1979–1980: Costică Rădulescu
- 1980–1981: Ion Ionescu
- 1981: Marcel Pigulea
- 1982: Cicerone Manolache
- 1982–1983: Ion Ionescu
- 1983–1985: Emerich Dembrovschi
- 1985: Ion Dumitru
- 1985–1986: Robert Cosmoc
- 1987–1988: Ion Ionescu
- 1989–1991: Costică Rădulescu
- 1991–1992: Ion Ionescu
- 1992–1993: Gheorghe Chimiuc
- 1993–1994: Costică Ștefănescu
- 1994–1997: Emerich Dembrovschi
- 1997: Gheorghe Chimiuc
- 1997: Aurel Șunda
- 1997–2002: Ion Ionescu
- 2002: Basarab Panduru (kolejka 1-9)
- 2002–03: Stelian Gherman (kolejka 10-19)
- 2003: Gheorghe Mulțescu (kolejka 20-30)
- 2003: Viorel Vișan (kolejka 1-8)
- 2003–04: Basarab Panduru (kolejka 9-30)
- 2004: Dumitru Dumitriu (kolejka 1-2)
- 2004: Gheorghe Mulțescu (kolejka 3-14)
- 2004: Anton Doboș (p.o.) (kolejka 15)
- 2005: Cosmin Olăroiu (kolejka 16-30) i (kolejka 1-12)
- 2005–06: Gheorghe Hagi (kolejka 13-28)
- 2006: Iosif Rotariu (p.o.) (kolejka 29-30)
- 2006: Sorin Cîrțu (kolejka 1-12)
- 2006–07: Alin Artimon (kolejka 13-30)
- 2007: Iosif Rotariu (p.o.) (kolejka 13-29)
- 2007: Valentin Velcea (p.o.) (kolejka 30)
- 2007–08: Dušan Uhrin jr
- 2009: Gavril Balint
- 2009: Valentin Velcea (p.o.)
- 2009–2010: Ioan Sabău
- 2010: Vladimir Petrović
- 2010: Cosmin Contra
- 2010–2011: Dušan Uhrin jr
- 2011–2012: Valentin Velcea

## Europejskie puchary
Legenda do wszystkich tabel:
- Q – runda eliminacyjna, 1/16, 1/8, 1/4, 1/2 – odpowiednia faza rozgrywek, Grupa – runda grupowa, 1r gr – pierwsza runda grupowa, 2r gr – druga runda grupowa, F – finał, R – runda, PO – play-off
- k. – rzuty karne, los. – losowanie, Dogr. – dogrywka, w. – zasada bramek strzelonych na wyjeździe

### Liga Mistrzów
| Sezon   | Runda | Klub             | Dom | Wyjazd | Ogólnie |
| ------- | ----- | ---------------- | --- | ------ | ------- |
| 2009/10 | 3Q    | Szachtar Donieck | 0–0 | 2–2    | 2–2, w. |
| 2009/10 | PO    | VfB Stuttgart    | 0–2 | 0–0    | 0–2     |

### Puchar Zdobywców Pucharów
| Sezon   | Runda | Klub                     | Dom | Wyjazd | Ogólnie |
| ------- | ----- | ------------------------ | --- | ------ | ------- |
| 1980/81 | 1R    | Celtic F.C.              | 1–0 | 1–2    | 2–2, w. |
| 1980/81 | 2R    | West Ham United          | 1–0 | 0–4    | 1–4     |
| 1981/82 | Q     | 1. FC Lokomotive Leipzig | 2–0 | 0–5    | 2–5     |

### Puchar UEFA/Liga Europy
| Sezon   | Runda   | Klub                 | Dom | Wyjazd | Ogólnie    |
| ------- | ------- | -------------------- | --- | ------ | ---------- |
| 1978/79 | 1R      | MTK Hungária FC      | 2–0 | 1–2    | 3–2        |
| 1978/79 | 2R      | Budapest Honved FC   | 2–0 | 0–4    | 2–4        |
| 1990/91 | 1R      | Atlético Madryt      | 2–0 | 0–1    | 2–1        |
| 1990/91 | 2R      | Sporting CP          | 2–0 | 0–7    | 2–7        |
| 1992/93 | 1R      | Real Madryt          | 1–1 | 0–4    | 1–5        |
| 2008/09 | 1R      | Partizan             | 1–2 | 0–1    | 1–3        |
| 2009/10 | Grupa A | AFC Ajax             | 1–2 | 0–0    | 4. miejsce |
| 2009/10 | Grupa A | Dinamo Zagrzeb       | 0–3 | 2–1    | 4. miejsce |
| 2009/10 | Grupa A | RSC Anderlecht       | 0–0 | 1–3    | 4. miejsce |
| 2010/11 | 3Q      | Myllykosken Pallo-47 | 3–3 | 2–1    | 5–4        |
| 2010/11 | PO      | Manchester City      | 0–1 | 0–2    | 0–3        |